# Soż
Soż (biał., ros., ukr. Сож, Sož) – rzeka na Białorusi i w Rosji, lewy dopływ Dniepru. Długość 648 km.
Soż przepływa przez Homel, drugie pod względem wielkości miasto Białorusi, gdzie średnie natężenie przepływu rzeki wynosi 207 m³/s. Powierzchnia dorzecza wynosi 42 100 km². Wpadają do niej rzeki: Ipuć i inne.
Na odcinku 20 km stanowi granicę pomiędzy Ukrainą a Białorusią.